# Curtil-sous-Buffières
Curtil-sous-Buffières è un comune francese di 74 abitanti situato nel dipartimento della Saona e Loira nella regione della Borgogna-Franca Contea.

## Società

### Evoluzione demografica
Abitanti censiti